# فهرست افراد مبتلا به حمله خواب
فهرست ذیل، فهرستی از افراد مشهور مبتلا به حمله خواب (انگلیسی: narcolepsy) است:
- جینکس مونسون،[۱] زن‌پوش، خواننده و بازیگر آمریکایی
- فرانک بویه،[۲] دوچرخه‌سوار فرانسوی
- وینستون چرچیل،[۳] نخست‌وزیر و سیاستمدار پیشین بریتانیایی
- جیمی کیمل،[۴] مجری و کمدین آمریکایی
- ناستاسیا کینسکی،[۵] هنرپیشه آلمانی-لهستانی
- آرتور لووی،[۶] هنرپیشه بریتانیایی
- جرج ام. چرچ،[۷] شیمی‌دان و دانشمند نسل‌شناس مولکولی